# Louis Schoutteten
Louis Schoutteten, né le 10 mars 1833 à Lille et mort le 7 février 1907 à Marquette-lez-Lille, est un peintre français.

## Biographie
Louis Jules Schoutteten est le fils de Jules Victor Schoutteten, filateur de coton, et de Charlotte Clémence Schwartz.
Enfant, il est le camarade de Géry Legrand et de Carolus-Duran.
Destiné par ses parents à l'industrie ou au commerce, il pratique longtemps la peinture en amateur, et envoie chaque année, un tableau destiné à être vendu au bazar de la maternité au profit des pauvres.
En 1864, il effectue ses premiers envois au Salon, Corbeille de fleurs et Après la récolte. Peintre de paysage et de fleurs, il est récompensé d'une mention honorable avec Crépuscule en 1882 et expose jusqu'en 1905. Il devient membre de la Société des artistes français.
Il fait partie du conseil de surveillance du musée de Lille.
Il meurt à l'âge de 73 ans, le 7 février 1907 à Marquette-lez-Lille. Il est inhumé dans sa ville natale, au cimetière de l'Est.

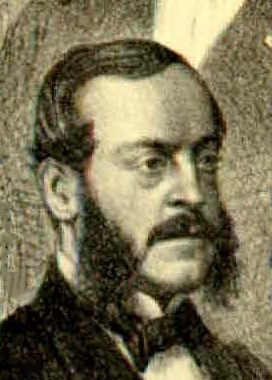
Louis Schoutteten représenté dans le Calendrier historique du département du Nord pour l'année 1872.

## Œuvres dans les collections publiques
- Beaune, Musée des Beaux-Arts : La Grange[7]
- Dunkerque, Musée des Beaux-Arts : Crépuscule[8],[3]
- Lille, Palais des Beaux-Arts : Le soir. Paysage au clair de lune[9]

## Œuvres exposées aux Salons parisiens
- Après la récolte, au Salon de 1864
- Corbeille de fleurs, au Salon de 1864
- Chez une petite dame, au Salon de 1865
- Fruits d’automne, au Salon de 1865
- Cueillette des fleurs, au Salon de 1866
- Paysage en décembre, au Salon de 1866
- Nuitamment ; paysage, au Salon de 1867
- Pour la Madone ; fleurs, au Salon de 1867
- A la ferme, au Salon de 1868
- La chute du jour ; effet de neige, au Salon de 1868
- La carrière, au Salon de 1869
- Pour la fête du soir ; fleurs, au Salon de 1869
- La console de Mme X…, au Salon de 1870
- Souvenir de Creil ; paysage, au Salon de 1870
- Effet de lune, au Salon de 1872
- D’Ouville à Sainte-Marguerite (Seine-Inférieure), au Salon de 1875
- Les bords de l’Arno (Italie), au Salon de 1875
- Saltimbanques en voyage, au Salon de 1876
- Marée, au Salon de 1878
- Lever de lune, en Hollande ; marine, au Salon de 1879
- L’asile, au Salon de 1880
- Marais aux environs d’Abbeville, au Salon de 1880
- Avant l’orage, au Salon de 1881
- Le chemin du marais, au Salon de 1881
- Crépuscule, au Salon de 1882
- Retour de pêche, au Salon de 1883
- La grange, au Salon de 1884
- Messe de minuit, à Bouvines , au Salon de 1884
- Rives de l’Escaut, au Salon de 1885
- Les aunes, au Salon de 1886
- En Campine, au Salon de 1887
- Les prés salés, au Salon de 1888
- Soir, au Salon de 1889
- Etaples, au Salon de 1890
- Pêche ; la nuit, au Salon de 1890
- Matinée d'avril en Flandre, au Salon de 1891
- Bord de la mer (crépuscule), au Salon de 1892
- Souvenirs de Venise (temps gris), au Salon de 1905